# Treviso Basket
Treviso Basket 2012 es un club de baloncesto italiano con sede en la ciudad de Treviso. Fundado como Pallacanestro Treviso en 1954, en 1982 fue adquirido por la empresa Benetton, que hizo una inversión económica que situó al club a la altura de los mejores clubes italianos y europeos en los años 1990 y 00, en los que ha ganado 4 ligas italianas, 6 Copas y 4 Supercopas de Italia, una Copa Korac, y llegó a disputar en cuatro ocasiones la Final Four de la Euroliga. En 2012 Benetton deja el equipo, siendo refundado con su denominación actual. Actualmente compite en la Lega Basket Serie A.

## Palmarés

### Títulos internacionales
- 2 Recopa de Europa de Baloncesto: 1995, 1999.
- Ha participado 4 veces en la Final Four de la Euroliga: 1993, 1998, 2002, 2003.

### Títulos nacionales
- 5 Ligas italianas: 1992, 1997, 2002, 2003, 2006.
- 8 Copas de Italia: 1993, 1994, 1995, 2000, 2003, 2004, 2005, 2007.
- 4 Supercopas de Italia: 1997, 2001, 2002, 2006.